# Alistair Mackay
Alistair Forbes Mackay (Carsgey Argyllshire, 22 de febrero de 1878 —algún lugar del  Ártico, en febrero de 1914) fue un médico y explorador polar escocés, recordado por haber sido uno de los tres exploradores —junto con Douglas Mawson y el profesor Edgeworth David— que logró alcanzar el Polo Sur Magnético.

## Biografía
Hijo del coronel A. Forbes Mackay del 92.º regimiento de Gordon Highlanders, realizó sus estudios en Edimburgo, y posteriormente se trasladó a Dundee donde recibió clases de zoología de los profesores Patrick Geddes y D'Arcy Wentworth Thompson.
Después de haber sido soldado en Sudáfrica y pertenecer a la policía de  Robert Baden-Powell, pasó el examen final de medicina para obtener el título de cirujano.
Soltero, navegó cuatro años en la Royal Navy antes de retirarse, y partir a los veintinueve años como asistente cirujano se integró en la expedición Nimrod.

### En la Antártida con Shackleton
En 1907, Mackay se unió a la Expedición Británica a la Antártica comandada por Ernest Shackleton, como médico de la expedición. Arribaron en el barco Nimrod al cabo Royds en la Antártida en febrero de 1908; y montaron su campamento en una pequeña planicie que lograría resguardar a los 15 miembros durante el invierno. En marzo de 1908, junto con Mawson y David, Mackay formó parte del arriesgado equipo que intentaría el primer ascenso al monte Erebus.
El siguiente verano, cuando Shackelton quiso llegar al Polo Sur, delegó en Mackay, Mawson y Edgeworth David la conquista del Polo Sur Magnético, que se encuentra a 650 km norte-noroeste de la isla de Ross. Partieron el 5 de octubre de 1908, impulsando ellos mismos sus propios trineos y guarniciones.  Durante diez semanas los hombres del equipo siguieron la costa norte, manteniendo una estricta dieta a base de pingüinos y focas. Después, cruzaron el Drygalski Ice Tongue y emprendieron camino al interior. En ese punto se enfrentaban a una caminata de regreso de 700 km, por lo que lograron dejar parte de sus equipos y transferir la carga a un solo trineo, que sería impulsado por turnos. El 16 de enero de 1909 llegaron al Polo Magnético Sur, e inmediatamente tomaron posesión de la región para la Corona británica y Mackay propuso tres «hurras» por el rey.
Edgeworth David había sido nombrado líder de la expedición por Shackleton, pero a finales de enero, cuando los tres miembros de la expedición experimentaban terribles condiciones de deterioro físico, David no pudo soportar la tensión. El 31 de enero, cuando Mawson estaba desesperado, Mackay exhibió su autoridad como doctor y amenazó con declarar al profesor loco si no expedia una orden escrita donde declarase a Mawson como líder. Con carácter, Mawson asumío el mando. Sin embargo, el 3 de febrero anotó en su diario: «El profesor ahora sí parece como loco». Ese día el equipo casi logró llegar a la costa, con un tiempo perfecto según lo calculado, ya que en menos de 24 horas fueron recogidos por el buque Nimrod para el regreso a cabo Royds.
Este trio había recorrido una distancia de 1.260 millas, lo que supuso que esa expedición en trineo fuese la más larga realizada hasta ese momento, marca que permaneció en su poder hasta mediados de la década de 1980. Además, participó en la realización del primer libro creado íntegramente en la Antártida, el Aurora australis.

### Exploración ártica y muerte
Mackay, años después,  en 1913, también fue el doctor del barco en la expedición del Karluk comandada por Vilhjalmur Stefansson, que tenía como misión explorar las regiones occidentales del archipiélago Parry, para el Gobierno de Canadá. Después el Karluk, comandado por Robert Bartlett naufragó y se hundió. Mackay y otros tres miembros de la tripulación murieron de hipotermia en el Ártico mientras intentaban llegar a la isla de Wrangel o a la isla de Herald.